# موباريز جوربانلي
موباريز قحرمان أغلو قوربانلي - (بالأذرية: Mübariz Qurbanlı) هو ريئس لجنة الدولة للعمل مع المنظمات الدينية لجمهورية أذربيجان(منذ 2014 -حتي الآن)، النائب الجمعية الوطنية رجل دولة وشخصية عامة.

## حياته و مشواره المهني
ولد موباريز جوربانلي في قرية كولتحنالي لمقاطعة شمكير 7 يناير في 1954. 
تخرج من جامعة باكو الحكومية على تخصص التاريخ مع مرتبة الشرف. 
من 1978 إلى 1982 عمل موباريز جوربانلي مدرسًا في مدرسة قرية كولتاهالي الثانوية في مقاطعة شمكير. 
تلقى دراساته العليا في جامعة باكو الحكومية بين 1982-1985. 
بعد الانتهاء من دراسته العليا، عمل مدرسًا، محاضرا، أستاذا، رئيس القسم ، نائب رئيس الجامعة في جامعة أذربيجان الحكومية للثقافة والفنون. 
بين سنوات 1995-2010 انتُخب نائبا في الجمعية الوطنية. 
موباريز جوربانلي هو عضوا لمجلس الإدارة و المجلس السياسي، و نائب السكرتير التنفيذي للحزب في حزب أذربيجان الجديدة.
في 6 يناير لعام 2014 ، تم منح موباريز جوربانلي وسام "شهرة" بأمر لرئيس جمهورية أذربيجان إلهام علييف للخدمات الفعال في التنمية الاجتماعية والسياسية للجمهورية.
في 21 يوليو لعام 2014 تم تعيين موباريز جوربانلي ريئس لجنة الدولة للعمل مع المنظمات الدينية لجمهورية أذربيجان بموجب القرار لرئيس جمهورية أذربيجان. 
موباريز جوربانلي هو دكتور في الفلسفة في التاريخ. كذلك هو رئيس مجلس الأمناء لمعهد اللاهوت في أذربيجان. 

## وسام
- وسام «شهرة»2014